# Pocha Lamadrid
María Magdalena «Pocha» Lamadrid (Ciudad Evita, 17 de abril de 1945 - íbid. 27 de septiembre de 2021) fue una activista argentina de raíces africanas y fundadora de la organización no gubernamental «África Vive».

## Biografía
María Magdalena Lamadrid nació el 17 de abril de 1945 en Ciudad Evita, ciudad ubicada en el área metropolitana de Buenos Aires. Fue quinta generación de afroargentinos, descendiente de esclavos zulúes llevados a la región del Río de la Plata durante la época del virreinato. Su tatarabuelo fue un esclavo liberto que trabajó con el General Gregorio Aráoz de Lamadrid, de quien tomó su apellido, como era la costumbre para los esclavos libertos de esa época.
En los años 50 y 60, formó parte del grupo musical «Las Mulatas de Ébano», fundado por su tía, Tina Lamadrid. Sin embargo, dejó la vida artística más adelante en su vida: «te ven grande, te ven gorda y te venís al barrio donde sos parte del paisaje». Más adelante, se dedicó al trabajo doméstico.
Lamadrid murió el 27 de septiembre de 2021, a los 76 años de edad, en la localidad que la vio nacer. Las celebraciones de noviembre de ese año, por el Mes de la Afroargentinidad y el Día de los Afroargentinos y la Cultura Afro, fueron dedicadas a la memoria de Pocha Lamadrid por el gobierno argentino.

## Militancia
En 1996, Lamadrid colaboró con un grupo de investigadores del Banco Interamericano de Desarrollo que buscaban indagar en las raíces africanas de la sociedad argentina. Posteriormente, en abril de 1997, fundó la organización no gubernamental «África Vive», que trabaja para «rescatar los valores de la comunidad afroargentina, afrodescendiente y africana y lucha contra la discriminación y el olvido del que todavía son víctimas los y las descendientes de africanos y africanas en nuestro país». Miriam Gomes, presidenta de la Sociedad Caboverdeana de la Argentina, dijo que lo que motivó a Pocha a luchar contra el racismo fue «el hecho de tener que salir a trabajar a los 11 o 12 años y ver qué pasaba con nuestros chicos y chicas, los viejos y las viejas. Siempre le preocuparon dos extremos, la vejez afro y la niñez y adolescencia afro».
En 2001, Lamadrid colaboró con la Defensoría del Pueblo de la Ciudad de Bueno Aires para llevar a cabo un censo de la población afroargentina en la capital federal, en paralelo al censo nacional que se llevó a cabo ese año, el cual (al igual que todos los censos anteriores desde 1869) no incluyó preguntas de autodescripción étnica o racial. Según la propia Lamadrid, para 2002 había más de dos millones de argentinos afrodescendientes, pero muchos de ellos no se reconocían como tal debido a nociones racistas insertas en el seno de la sociedad argentina.
En 2002, su nombre se volvió conocido tras verse sujeta a un incidente racista en el Aeropuerto Internacional Ministro Pistarini de Ezeiza. Al intentar abordar un avión para participar de una conferencia en Panamá, fue detenida por una oficial de aduana que cuestionó la validez de su pasaporte, ya que no podía ser posible que Lamadrid fuera «argentina y negra».
La militancia de Lamadrid y África Vive contribuyó a la inclusión de una pregunta que tomara en cuenta la autoidentificación de los afroargentinos en el censo nacional de 2010. En 2015, fue nombrada "personalidad destacada" de la Ciudad Autónoma de Buenos Aires por la Legislatura Porteña.